# Cyrille Sauvage
Cyrille Sauvage (ur. 16 stycznia 1973 roku w Cannes) – francuski kierowca wyścigowy.

## Kariera
Sauvage rozpoczął karierę w wyścigach samochodowych w 1994 roku od startów we Francuskiej Formule Ford 1800, gdzie raz zwyciężył. Z dorobkiem 79 punktów uplasował się tam na piątej pozycji w klasyfikacji generalnej. W późniejszych latach pojawiał się także w stawce Francuskiej Formuły Renault, Europejskiego Pucharu Formuły Renault, Formuły 3000, Porsche Supercup, FIA GT Championship, Niemieckiego Pucharu Porsche Carrera oraz French GT Championship.
W Formule 3000 Francuz startował w latach 1996-1999. W pierwszym sezonie startów w ciągu dziesięciu wyścigów, w których wystartował, zdobył jeden punkt. Dało mu to siedemnaste miejsce w klasyfikacji generalnej. Rok później powiększył swój dorobek punktowy do pięciu punktów. Był klasyfikowany na trzynastej pozycji. W sezonie 1998 Sauvage startował z włoską ekipą GP Racing. Z dorobkiem dwóch punktów uplasował się na dziewiętnastym miejscu w końcowej klasyfikacji kierowców. Rok później nie zdobywał już punktów. Został sklasyfikowany na 31 pozycji.